# Stromness (Civil Parish)

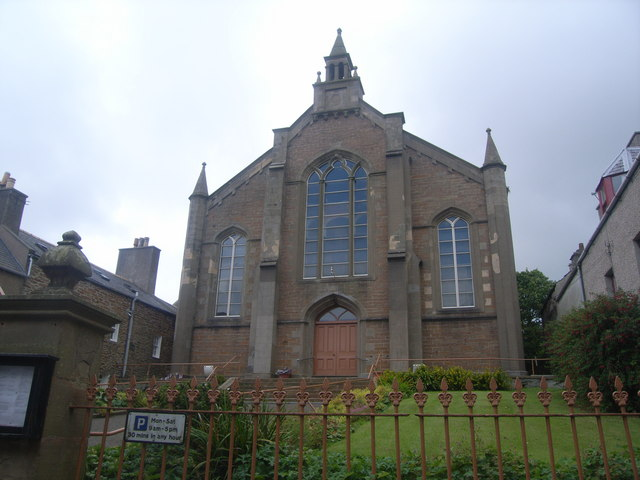
Die Kirche von Stromness

Stromness ist eine historische Verwaltungseinheit (Civil Parish) auf den Orkneyinseln im Norden von Schottland. Vom Typ her handelt es sich um eine Gemeinde.
Das Gebiet des Civil Parishes liegt im Westen der Insel Mainland und umfasst, mit Inner Holm und Outer Holm, zwei weitere, unbewohnte Inseln im Süden. Es bildet eine viereckige Form, an das im Norden mit Sandwick und im Osten mit Stenness zwei angrenzende Civil Parishes stoßen. Größere Ortschaft in der Nähe ist Kirkwall, etwa 20 Kilometer im Osten.
Den namensbildenden Hauptort bildet Stromness, zu den weiteren Orten gehören keine größeren.
Ende des 20. Jahrhunderts wurde das Civil Parish in die Community Council Area Stromness umgewandelt.